# 達米安·海因斯
（1969年11月27日—）是一位英国政治人物，保守黨党员。现任東漢普夏選區選出的英國下議院議員、教育大臣。他曾經擔任梅政府工作和养老金部就业副大臣，大衛·卡麥隆政府財政部首席秘書等职。

## 早年经历
海因斯生于伦敦帕丁顿，在柴郡奥尔特灵厄姆一所受津贴的民办罗马天主教文法学校圣安布罗斯学院受教，后于牛津大学三一学院学习哲学、政治学及经济学，以一等荣誉学位毕业，曾任牛津大學辩论社主席。
2005年大选时，海因斯出马斯特雷特福德和厄姆斯顿选区，负于时任议员兼政府副大臣贝弗利·休斯，获得30.4％的选票（增加了3.3％）。
2001到2002年任保守党智库弓组主席。